# Fever (dal)
A Fever egy először 1956-ban kiadott dal. A szerzői Eddie Cooley és Otis Blackwell (John Davenport) voltak, és elsőként Little Willie John adta elő. Lényegesen nagyobb sikert aratott 1958-ban Peggy Lee előadásában.

## Híres felvételek
- Amanda Lear
- Elvis Presley
- Madonna
- Michael Bublé
- Eva Cassidy
- Tierney Sutton
- Gwyneth Herbert
- Connie Evingson
- Little Willie John
- Ray Charles duet with Natalie Cole
- A Fine Frenzy
- Horace Andy
- Ann-Margret
- Michael Ball
- Beyoncé Knowles
- Cilla Black
- Boney M.
- James Brown
- Jeanie Bryson
- Michael Bublé
- Kenny Burrell
- Sam Butera
- Marc Cohn
- The Cramps
- Bob Dylan
- Cindy Ellis
- Brian Eno
- Joy Fleming
- Emile Ford & The Checkmates Ltd.
- Grateful Dead
- Buddy Greco
- Nina Hagen
- The Jam
- Quincy Jones
- Tom Jones
- Mina
- Rita Moreno
- The Pussycat Dolls
- Suzi Quatro
- Sarah Vaughan
- Jessica Pilnäs

stb.
Ugyanezen címen több más dal is született, ld.: Fever (egyértelműsítő lap).

## Érdekesség
Connie Evingson Peggy Lee tiszteletére koncertet szervezett, és ekkor ő is rögzítette a Fevert. 